# 2マイル競走
2マイル競走（にマイルきょうそう）は陸上競技の種目、陸上競技場または室内競技場のトラックで行われ2マイル（1609.344m×2）を競う。世界、日本記録の公認対象外の種目となる。
男子世界最高記録はノルウェーのヤコブ・インゲブリクトセンが2023年6月9日にパリで記録した7分54秒10、男子室内世界最高記録はイギリスのジョシュ・カーが2024年2月11日にニューヨークで記録した8分00秒67である。女子世界最高記録はエチオピアのメセレト・デファーが2007年9月14日にブリュッセルで記録した8分58秒58、女子室内世界最高記録はエチオピアのゲンゼベ・ディババが2014年2月15日にバーミンガムで記録した9分00秒48である。
男子アジア最高記録はバーレーンのラシド・ラムジが2008年6月8日にユージーンで記録した8分13秒16。女子アジア最高記録はバーレーンのミミ・ベレテが2014年5月31日にユージーンで記録した9分13秒85である。
男子日本最高記録は竹澤健介が2007年8月3日にロンドンで記録した8分24秒69、男子室内日本最高記録は大迫傑が2015年1月31日にニューヨークで開かれたArmory Track Invitational 2015で記録した8分16秒47である。